# Ctenuchidia virginalis
Ctenuchidia virginalis är en fjärilsart som beskrevs av Forbes 1930. Ctenuchidia virginalis ingår i släktet Ctenuchidia och familjen björnspinnare. Inga underarter finns listade i Catalogue of Life.